# Bouillon Bryant Burkey
 (avril 2025).
Le bouillon Bryant et Burkey est un milieu de culture utilisé pour la numération des spores de Clostridium butyriques (en particulier dans les fromages).

## Composition
- Tryptone : 15,0 g
- Extrait de levure : 5,0 g
- Extrait de viande : 7,5 g
- Chlorhydrate de cystéine : 0,5 g
- Lactate de sodium : 5,0 g
- Acétate de sodium : 5 g

pH = 5,9

## Préparation
38 g de poudre par litre. Autoclavage classique.

## Lecture
Les milieux régénérés sont inoculés avec 1 ml de produit ou de dilution. Les recouvrir de paraffine stérile. Chauffer à 75 °C pendant 15 min. pour éliminer les formes végétatives et activer les spores. Incuber durant 7 jours.